# 吳權
吳權（越南语：／，898年4月17日—944年2月14日），越南吳朝的開創者，被稱為前吳王（越南语：／），亦被稱為吳先主，出身於唐末五代時期交趾地方豪族世家，原為該地自主政權統治者楊廷藝牙將。大有十年（937年），南漢的交州發生兵變，屬將矯公羨殺死了主管官員，交趾統治者楊廷藝，割據一方，另一屬將吳權領兵攻打矯公羨，矯公羨便求救於劉龑，劉龑封兒子劉弘操為交王，然後領兵進攻吳權，結果被吳權打敗，劉弘操陣亡。吳權從此佔有了交州，吳權建立的王朝即越南吳朝。造就越南脫離南漢統治，被後世視為古代越南獨立建國的重要人物。

## 早年生活
據《大越史記全書》所載，吳權是交趾唐林人（陳仲金《越南史略》說唐林位於越南山西省福壽縣，現今屬河内市山西市社；《安南志略》則說吳權是愛州人），「世為貴族」，父親吳旻曾任本州牧。《大越史記全書》又說吳權出生時便有好兆頭，「王生有異光滿室，狀類特殊，背上有三黑子，相者奇之，謂可為一方之主，乃命名曰權」。史藉描述成長的吳權儀表不凡和智勇雙全，「及長魁悟（奇偉也），目光若電，緩步如虎，有智勇，力能扛鼎。」其後，他成為交趾統治者楊廷藝手下的一員牙將管理愛州，楊廷藝更「以女妻之」結成姻親。

## 擊敗南漢

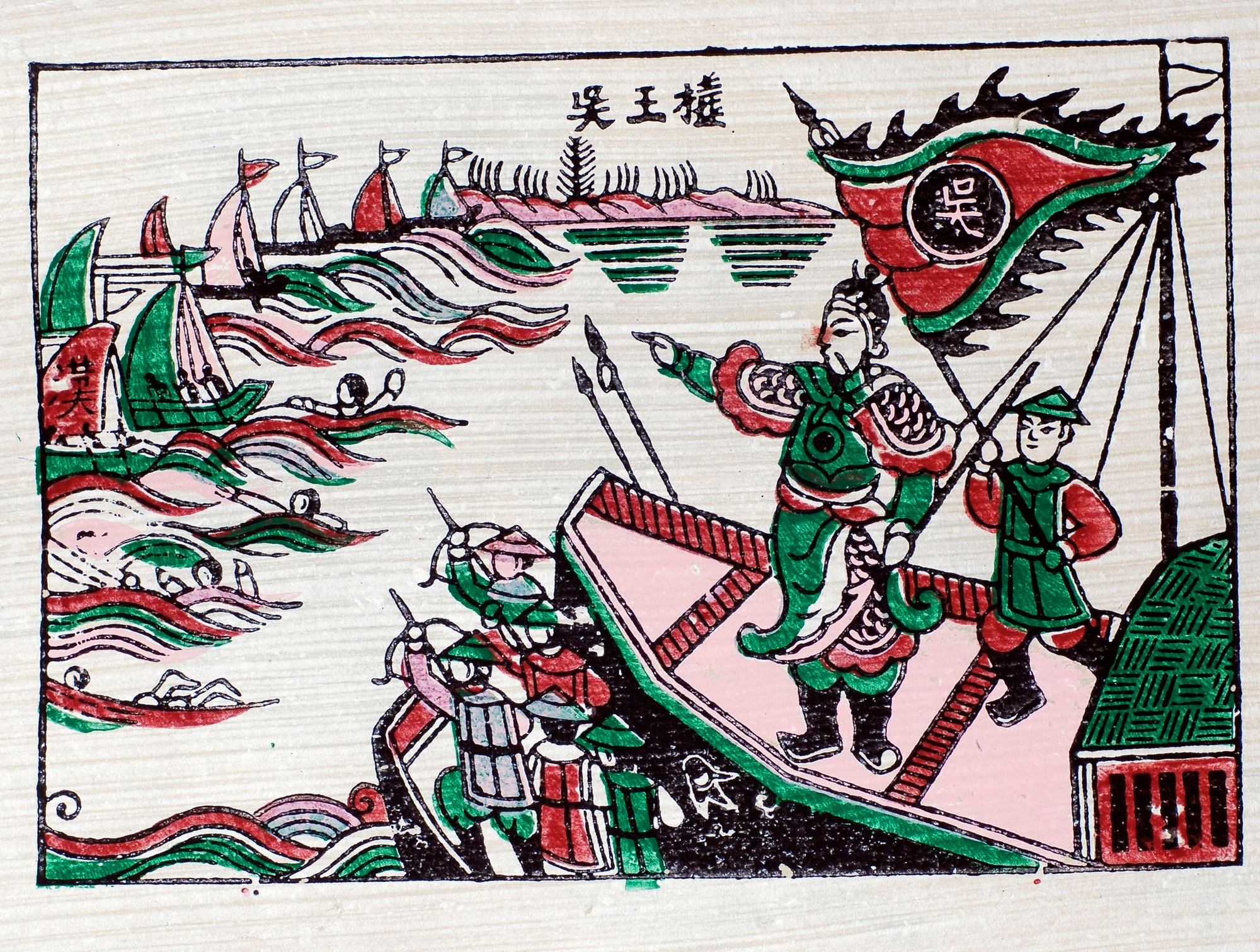
东湖画《吴王权打贼汉》

937年，楊廷藝被牙將矯公羨所殺。吳權乃於次年（938年）自愛州舉兵，討伐矯公羨。矯公羨無法應付，向南漢求援。南漢國君劉龑早有意奪取交趾地區的統轄權，所以「欲因其亂而取之」。劉龑封兒子劉洪操為靜海軍節度使及交王負責領兵拯救矯公羨，而劉龑自己則屯駐海門（地名）以作聲援。南漢與吳權之間的一戰已勢難避免。
關於南漢方面的戰前準備，據《資治通鑑》記載，劉龑的臣僚崇文使蕭益進言：「今霖雨積旬，海道險遠，吳權桀黠，未可輕也，大軍當持重，多用鄉導，然後可進。」意指此戰因有天雨且勞師襲遠，加上吳權的智謀出眾，南漢軍的勝算不高，唯有謹慎進兵及任用嚮導。最終，劉龑沒有聽從。
據《大越史記全書》所載，在另一方的吳權先誅殺勾結南漢的矯公羨，及至獲悉劉洪操帶兵來襲，吳權召來將士，分析形勢：「弘操一癡兒耳。將兵遠來，士卒疲弊，又聞公羨死無內應，氣已先奪。吾衆以力待疲，破之必矣。然彼利於艦，不先為之備，則勝負之形未可知也。若使人先於海門，潛植大杙，銳其首，冒之以鉄，彼船隨潮漲入杙內，然後我易制，無有出此者。」意思就是先將巨型木樁包上鐵尖，然後暗藏在白藤江（Sông Bạch Đằng）心之下，待交戰時有用。
劉吳兩軍最終在白藤江會戰，史稱「白藤江之戰」。據《新五代史》，當時南漢戰情慘烈：「（洪操）出兵白藤以攻之。龑以兵駐海門，權已殺公羨，逆戰海口，記植鐵橛海中，權兵乘潮而進，洪操逐之，潮退舟還，轢橛者皆覆，洪操戰死，龑收餘衆而還。」《資治通鑑》、《越史略》及《大越史記全書》亦記載，吳權懂得準確把握白藤江潮水漲退的時間，乘潮漲的時候「使人以輕舟挑戰」，先假裝戰敗引南漢軍入江心的木樁陷阱位置，到潮退時，木樁戳破南漢戰艦。戰艦全軍大潰，吳權繼而揮軍進攻，取得勝利。劉龑看到南漢軍隊敗陣，兒子洪操戰死，便唯有「收餘衆而還」。

## 建政稱王

越南歷代疆域發展圖，其中橙色部份大約相當於吳朝的統轄範圍。

吳權擊敗南漢軍隊，除去外來威脅後，便於939年春稱王，立楊廷藝女為后，定都古螺（Cổ Loa）。另外為了奠立長久之業，他又整頓國內政治，「置百官，制朝儀，定服色。」
944年，吳權去世，享年四十七歲。在此之前，吳權遺命楊后的兄弟楊三哥輔助其子。其後，楊三哥篡位，控制吳權次子吳昌文等人，長子吳昌岌則出逃。

## 家庭
- 父：吳旻，為本州州牧。
- 岳父：楊廷藝，吳權亦是他的牙將。
- ：楊氏，楊廷藝女，吳權稱王時立為后，《大越史記全書》又稱之為「楊國母」。
- 子
  - 長子：吳昌岌，吳權死後，因楊三哥篡位而出逃。
  - 次子：吳昌文，吳權死後，楊三哥「以為己子」。
  - 子：吳南興，吳權死時尚為年幼，依附楊國母。
  - 子：吳乾興，吳權死時尚為年幼，依附楊國母。[2]

## 評價及爭議
- 古代越南史官黎文休認為，吳權擊敗南漢稱王的壯舉，「可謂一怒而安其民，善謀而善戰者也。雖以王自居，未即帝位改元，而我越之正統，庶幾乎復續矣」。吳士連認為吳權之功不獨體現在軍事成就方面，「其置百官，制朝儀，定服定，帝王之規模可見矣。享國不永，未見治效，惜哉。」[2]黎嵩評價吳先主是「濟世之奇才」，可是錯誤信任楊三哥，「顧托非人，禍及後嗣。」[10]
- 越南阮朝的嗣德帝則認為吳權是僥倖得勝的：「吳權所遇，僞漢小國，弘操孱兒，致有白藤之捷，幸也，何足稱焉。若遇陳霸先之手，不爲李、趙之續者幾希。」[11]
- 近代越南史家陳仲金高度評價吳權：「吳權內殺逆臣為主報仇，外則破強敵，保全了國家，真乃是一位流芳千古的忠義之人。賴有吳權這樣的英雄人物，我南國始能擺脫1000年的北屬枷鎖，同時為丁、黎、李、陳諸朝日後得以在此南境建立自主政權開闢了道路。」[4]
- 越共學者與陳仲金的論調相似，說吳權「結束了延續一千多年的亡國時期。我們民族贏得了自主權，揭開了民族長期獨立的序幕。」[12]另外，關於吳權在越南歷史上的政治地位，越共學者認為吳權的作為，件件都是越南成為「獨立王國」的起點。他在白藤江之戰的勝利，是「為我們民族的歷史開創了一個新時期──越南獨立封建國家發展和越南民族迅速壯大的時期」。尤其是939年，「吳權決定廢除北方封建王朝的節度使職務，自稱為王，建立起一個堂堂正正的獨立王國。古螺（安陽王時期甌雒國的古都）又重新被選為十世紀獨立王國的京都。這是一件很有意義的事，它發揚了我們民族長期建國、衛國的光榮傳統，表明了我們民族保衛那經過一千多年不屈不撓地反抗外國封建階級的侵略和統治後所取得的獨立的堅強信念。」[13]
- 中國學者郭振鐸、張笑梅對於吳權是否已帶領越南走向獨立，存有不同見解，認為「非越南獨立國家的開始」，理由有三：

1. 吳權稱王，卻從未統一整個越南地區，實權仍操於地方豪族之手，故此吳氏只能說是十二使君中的一員，不過屬於其中的強者而已。
2. 吳權稱王後，旋即被楊三哥篡奪，地方豪族據地稱霸，根本不承認吳權兒子吳昌岌、吳昌文的國君地位。吳氏為了自保，最後唯有向中國南漢稱臣及請封節度使之職。
3. 古代越南史家也認為吳權沒有即皇帝位，如黎文休說他「未即帝位改元」，《欽定越史通鑑綱目》亦稱吳氏君主之一的吳昌熾與十二使君無異，「舊史皆書為正統，茲削不書，但並列於十二使君，以名統系。」而黎嵩亦認為丁部領才是越南國家正統的起點，「我越正統之君，實自此始」。[14][15]

## 外部連結
- （中文）.   [2008-09-11]. （原始内容存档于2008-09-20）.
- （越南文）（中文）.   [2008-06-02]. （原始内容存档于2016-03-05）.
- （越南文）（中文）.   [2008-06-02]. （原始内容存档于2016-03-10）.
- （越南文）（中文）.   [2008-09-09]. （原始内容存档于2016-03-04）.
- （中文）.   [2008-06-02]. （原始内容存档于2009-06-16）.
- （英文）.   [2008-09-03]. （原始内容存档于2000-06-14）.

| 吳權                             |                           |                                          |
| 無 原因：吳朝建立                | 越南吳朝君主 939年－944年 | 空缺下一位持有相同頭銜者： 吳昌文 吳昌岌 |
| 空缺上一位持有相同頭銜者：矯公羡 | 安南的統治者 939年－944年 | 繼任： 楊三哥                            |